# 染屋駅
染屋駅（そめやえき）は、長野県上田市常田（開業時は小県郡神科村染屋）にあった上田丸子電鉄丸子線の駅（廃駅）である。丸子線の廃線に伴い1969年（昭和44年）4月20日に廃駅となった。
急行運転列車は通過した。

## 歴史
- 1925年（大正14年）8月1日：丸子鉄道上田東駅 - 大屋駅（後の電鉄大屋駅）間延伸開通に伴い開業[2][3][4]。旅客のみ取扱い[5]。
- 1943年（昭和18年）10月21日：交通統合に伴い上田丸子電鉄丸子線の駅になる[2][4]。
- 1969年（昭和44年）4月20日：丸子線の廃線に伴い廃止となる[2][3][4]。

## 駅構造
廃止時点で、単式ホーム1面1線を有する地上駅であった。ホームは線路の西側（丸子町方面に向かって右手側）に存在した。転轍機を持たない棒線駅となっていた。
無人駅となっていた。駅舎は無いが、ホーム中央部分に片流れ屋根の、開放型の待合所を有していた。ホームは丸子町方に階段を有し駅施設外に連絡していた。

## 駅周辺
田んぼの中に設置されていた。
- 国道18号 - 当駅廃止後の開通区間。
- 信州大学繊維学部[6]
- 長野県上田東高等学校[6]

## 駅跡
2010年（平成22年）10月時点では、カーブを描いた空地（或いは駐車場）になっていた。上田東方の線路跡は一部に道床跡を残しながら道路として続いていた。
また、2010年（平成22年）10月時点では、当駅跡附近から丸子町方の線路跡は一部に道床跡を残しながら道路として続いていた。上田東方の線路跡は舗装道になっていた。

## 隣の駅
上田丸子電鉄
丸子線
上田東駅 - 染屋駅 - 上堀駅